# Orchomenella minuta
Orchomenella minuta är en kräftdjursart som först beskrevs av Henrik Nikolai Krøyer 1846.  Orchomenella minuta ingår i släktet Orchomenella och familjen Lysianassidae. Inga underarter finns listade i Catalogue of Life.